# Coenagrion scitulum
L'Azzurrina delicata (Coenagrion scitulum Rambur, 1842), è una damigella della famiglia Coenagrionidae.

## Descrizione
Piccola damigella di colore azzurro chiaro, con i primi segmenti addominali neri per metà (S3-5) e i successivi completamente neri (S6-7). Si distingue inoltre per la forma della macchia sul secondo segmento addominale, simile ad una "testa di gatto". Nel Mediterraneo occidentale, dove può essere confusa con C. caerulescens, l'identificazione richiede anche la verifica delle appendici genitali maschili.

## Distribuzione e habitat
Ben diffusa nel bacino del Mediterraneo e in Europa occidentale, si spinge a oriente verso il Caspio e l'Asia centrale. Grazie al riscaldamento globale sta colonizzando ampi settori dell'Europa temperata. Comune in Francia, Italia e penisola Iberica, dove è simpatrica con la simile C. caerulescens preferendole tuttavia ambienti di acque ferme. In Italia è ben diffusa nelle regioni peninsulari e sulle isole, più rara e localizzata al nord, dove manca nelle regioni prettamente alpine.
Le larve si sviluppano in acque ferme e stagnanti di piccole dimensioni come stagni, laghetti e acquitrini soleggiati, con una preferenza per i quelli ricchi di vegetazione acquatica e ripariale, ma colonizzano anche cave, lanche e pozze di abbeverata.